# Dong'an, Chongqing
Dong'an (kinesiska: 东安) är en köping i sydvästra Kina. Den ligger i Chengkou härad i storstadsområdet Chongqing, omkring 340 kilometer nordost om det centrala stadsdistriktet Yuzhong. Antalet invånare är 6 834. Befolkningen består av 3 368 kvinnor och 3 466 män. Barn under 15 år utgör 24,0 %, vuxna 15-64 år 65 %, och äldre över 65 år 10,0 %.